# Spiere-Helkijn
Spiere-Helkijn (Frans: Espierres-Helchin) is een faciliteitengemeente in de Belgische provincie West-Vlaanderen. Spiere en Helkijn waren vroeger twee aparte gemeentes die als gevolg van de gemeentelijke fusies van 1977 tot één gemeente werden gefuseerd . De gemeente ligt in het zuidoosten van de provincie tegen de grens met Henegouwen, aan de Schelde, en telt ruim 2000 inwoners. In de volksmond spreekt men van Spiere-Elking. De gemeente staat bekend om haar wandel- en fietstochten.

## Kernen
De gemeente bestaat uit de deelgemeenten Helkijn en Spiere.
| # | Naam         | Opp. (km²) | Inwoners (2020) | Inwoners per km² | NIS-code |
| - | ------------ | ---------- | --------------- | ---------------- | -------- |
| 1 | Spiere (I)   | 6,00       | 1.103           | 184              | 34043A   |
| 2 | Helkijn (II) | 4,82       | 968             | 201              | 34043B   |

De gemeente Spiere-Helkijn grenst aan de volgende gemeenten en dorpen:
| - a. Kooigem (stad Kortrijk) - b. Sint-Denijs (gemeente Zwevegem) - c. Bossuit (gemeente Avelgem) - d. Pottes (gemeente Celles) |

| - e. Hérinnes (gemeente Pecq) - f. Warcoing (gemeente Pecq) - g. Saint-Léger (gemeente Steenput) - h. Dottenijs (stad Moeskroen) |

### Kaart

Spiere-Helkijn, deelgemeenten en buurgemeenten. De gele gebieden zijn bebouwde kernen.

## Demografische ontwikkeling
Alle historische gegevens hebben betrekking op de huidige gemeente, inclusief deelgemeenten, zoals ontstaan na de fusie van 1 januari 1977.
- Bronnen:NIS, Opm:1831 tot en met 1981=volkstellingen; 1990 en later= inwonertal op 1 januari

| Inwoners van jaar tot jaar op 1 januari 1992 tot heden | Inwoners van jaar tot jaar op 1 januari 1992 tot heden | Inwoners van jaar tot jaar op 1 januari 1992 tot heden |
| jaar                                                   | Aantal                                                 | Evolutie: 1992=index 100                               |
| ------------------------------------------------------ | ------------------------------------------------------ | ------------------------------------------------------ |
| 1992                                                   | 1.795                                                  | 100,0                                                  |
| 1993                                                   | 1.846                                                  | 102,8                                                  |
| 1994                                                   | 1.877                                                  | 104,6                                                  |
| 1995                                                   | 1.877                                                  | 104,6                                                  |
| 1996                                                   | 1.887                                                  | 105,1                                                  |
| 1997                                                   | 1.881                                                  | 104,8                                                  |
| 1998                                                   | 1.863                                                  | 103,8                                                  |
| 1999                                                   | 1.854                                                  | 103,3                                                  |
| 2000                                                   | 1.858                                                  | 103,5                                                  |
| 2001                                                   | 1.873                                                  | 104,3                                                  |
| 2002                                                   | 1.919                                                  | 106,9                                                  |
| 2003                                                   | 1.969                                                  | 109,7                                                  |
| 2004                                                   | 1.999                                                  | 111,4                                                  |
| 2005                                                   | 2.040                                                  | 113,6                                                  |
| 2006                                                   | 2.030                                                  | 113,1                                                  |
| 2007                                                   | 2.047                                                  | 114,0                                                  |
| 2008                                                   | 2.051                                                  | 114,3                                                  |
| 2009                                                   | 2.105                                                  | 117,3                                                  |
| 2010                                                   | 2.110                                                  | 117,5                                                  |
| 2011                                                   | 2.126                                                  | 118,4                                                  |
| 2012                                                   | 2.110                                                  | 117,5                                                  |
| 2013                                                   | 2.126                                                  | 118,4                                                  |
| 2014                                                   | 2.120                                                  | 118,1                                                  |
| 2015                                                   | 2.155                                                  | 120,1                                                  |
| 2016                                                   | 2.133                                                  | 118,8                                                  |
| 2017                                                   | 2.142                                                  | 119,3                                                  |
| 2018                                                   | 2.087                                                  | 116,3                                                  |
| 2019                                                   | 2.049                                                  | 114,2                                                  |
| 2020                                                   | 2.071                                                  | 115,4                                                  |
| 2021                                                   | 2.076                                                  | 115,7                                                  |
| 2022                                                   | 2.056                                                  | 114,5                                                  |
| 2023                                                   | 2.056                                                  | 114,5                                                  |
| 2024                                                   | 2.063                                                  | 114,9                                                  |
| 2025                                                   | 2.053                                                  | 114,4                                                  |

## Bezienswaardigheden
- Het kasteel van Spiere (vroeger eigendom van de familie del Fosse et d'Espierres, maar werd in 2004 verkocht aan een privé-eigenaar namelijk de ondernemer Filip Balcaen)
- De Sint-Amandus en Heilig Hartkerk in Spiere
- De Sint-Jan de Doperkerk in Helkijn
- Het oud zwembad van Spiere-Helkijn (Door Leopold III in 1937 ingehuldigd als waterzuiveringsstation)

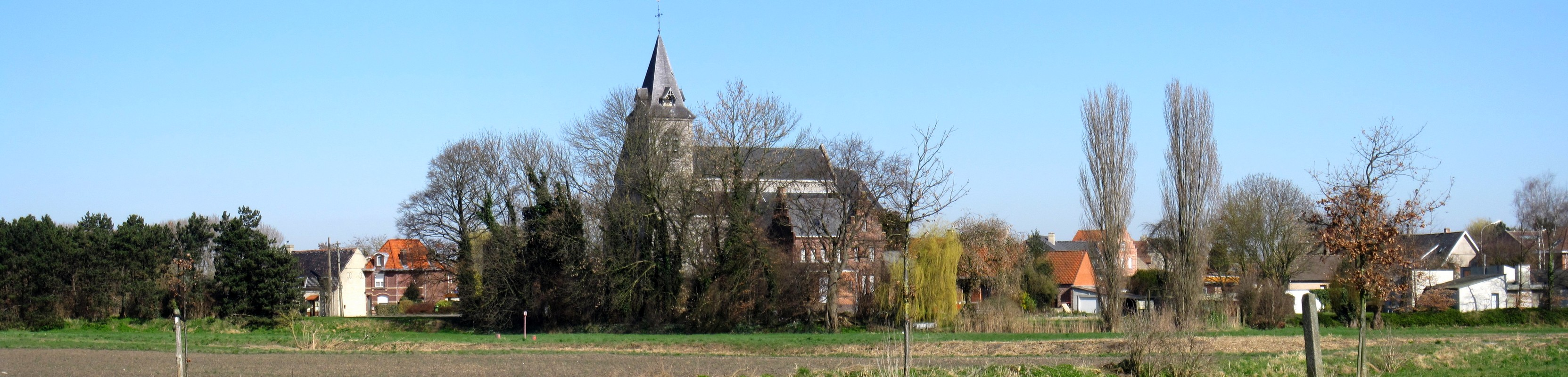
Spiere

## Politiek

### Structuur
| Spiere-Helkijn   | Spiere-Helkijn   | Supranationaal         | Nationaal                         | Nationaal                         | Gemeenschap               | Gewest                    | Provincie                 | Arrondissement  | Provinciedistrict | Kanton          | Gemeente        |
| ---------------- | ---------------- | ---------------------- | --------------------------------- | --------------------------------- | ------------------------- | ------------------------- | ------------------------- | --------------- | ----------------- | --------------- | --------------- |
| Administratief   | Niveau           | Europese Unie          | België                            | België                            | Vlaanderen                | Vlaanderen                | West-Vlaanderen           | Kortrijk        | Kortrijk          | Kortrijk        | Spiere-Helkijn  |
| Administratief   | Bestuur          | Europese Commissie     | Belgische regering                | Belgische regering                | Vlaamse regering          | Vlaamse regering          | Deputatie                 | Deputatie       | Deputatie         | Deputatie       | Gemeentebestuur |
| Administratief   | Raad             | Europees Parlement     | Kamer van volksvertegenwoordigers | Kamer van volksvertegenwoordigers | Vlaams Parlement          | Vlaams Parlement          | Provincieraad             | Provincieraad   | Provincieraad     | Provincieraad   | Gemeenteraad    |
| Kiesomschrijving | Kiesomschrijving | Nederlands Kiescollege | Kieskring West-Vlaanderen         | Kieskring West-Vlaanderen         | Kieskring West-Vlaanderen | Kieskring West-Vlaanderen | Kieskring West-Vlaanderen | Kortrijk-Ieper  | Kortrijk          | Avelgem         | Spiere-Helkijn  |
| Verkiezing       | Verkiezing       | Europese               | Federale                          | Federale                          | Vlaamse                   | Vlaamse                   | Provincieraads-           | Provincieraads- | Provincieraads-   | Provincieraads- | Gemeenteraads-  |

### Burgemeesters
- 1977-1982: Marcel Glorieux (voorheen burgemeester van Spiere)
- 1882-1983: Daan Deconninck
- 1983-1988: Pierre Deldaele
- 1989-2024: Dirk Walraet
- 2024-heden: Mathias Goos

### Resultaten gemeenteraadsverkiezingen sinds 1976
| Partij of kartel     | Partij of kartel                         | 10-10-1976 | 10-10-1976 | 10-10-1982 | 10-10-1982 | 9-10-1988 | 9-10-1988 | 9-10-1994 | 9-10-1994 | 8-10-2000 | 8-10-2000 | 8-10-2006 | 8-10-2006 | 14-10-2012 | 14-10-2012 | 14-10-2018 | 14-10-2018 | 13-10-2024 | 13-10-2024 |
| Stemmen / Zetels     | Stemmen / Zetels                         | %          | 9          | %          | 9          | %         | 9         | %         | 9         | %         | 9         | %         | 11        | %          | 11         | %          | 11         | %          | 11         |
| -------------------- | ---------------------------------------- | ---------- | ---------- | ---------- | ---------- | --------- | --------- | --------- | --------- | --------- | --------- | --------- | --------- | ---------- | ---------- | ---------- | ---------- | ---------- | ---------- |
|                      | TA20001/ LB2/ AS-TE3/ LB-20184/ PRO8587A | -          |            | -          |            | 50,81     | 5         | 74,962    | 7         | 58,973    | 6         | 70,622    | 8         | 83,132     | 10         | 53,24      | 6          | 86,7A      | 11         |
|                      | @spirant1/ Team+2/ PRO8587A              | -          |            | -          |            | -         |           | -         |           | -         |           | -         |           | 16,871     | 1          | 46,82      | 5          | 86,7A      | 11         |
|                      | Horizon 8587                             | -          |            | -          |            | -         |           | -         |           | -         |           | -         |           | -          |            | -          |            | 11,8       | 0          |
|                      | VDV                                      | -          |            | -          |            | -         |           | -         |           | -         |           | -         |           | -          |            | -          |            | 1,5        | 0          |
|                      | ACCENT                                   | -          |            | -          |            | -         |           | 25,04     | 2         | 41,03     | 3         | 29,38     | 3         | -          |            | -          |            |            |            |
|                      | EEN-UNI                                  | 50,67      | 6          | 48,59      | 4          | 24,64     | 2         | -         |           | -         |           | -         |           | -          |            | -          |            |            |            |
|                      | GB-IC                                    | 6,63       | 0          | 51,41      | 5          | 24,56     | 2         | -         |           | -         |           | -         |           | -          |            | -          |            |            |            |
|                      | PVV                                      | 34,73      | 3          | -          |            | -         |           | -         |           | -         |           | -         |           | -          |            | -          |            |            |            |
|                      | SP                                       | 7,97       | 0          | -          |            | -         |           | -         |           | -         |           | -         |           | -          |            | -          |            |            |            |
| Totaal stemmen       | Totaal stemmen                           | 1300       | 1300       | 1341       | 1341       | 1310      | 1310      | 1309      | 1309      | 1286      | 1286      | 1441      | 1441      | 1465       | 1465       | 1451       | 1451       | 1031       | 1031       |
| Opkomst %            | Opkomst %                                |            |            |            |            | 98,64     | 98,64     | 96,04     | 96,04     | 95,54     | 95,54     | 96,84     | 96,84     | 94,94      | 94,94      | 96,0       | 96,0       | 68,9       | 68,9       |
| Blanco en ongeldig % | Blanco en ongeldig %                     | 2,54       | 2,54       | 4,55       | 4,55       | 4,89      | 4,89      | 6,34      | 6,34      | 9,02      | 9,02      | 6,94      | 6,94      | 6,14       | 6,14       | 7,2        | 7,2        | 2,9        | 2,9        |

De zetels van de gevormde coalitie staan vetjes afgedrukt

## Sport
Voetbalclub FC Helkijn is aangesloten bij de KBVB en bereikte er in 2012 voor het eerst het hoogste provinciale niveau.
Voetbalclub Jong Helkijn die in 2024 kampioen werd van vierde provinciale C na een overwinning van 4-0 tegen Sparta Heestert. 
De gemeente Spiere-Helkijn organiseert iedere paas- en zomervakantie ludieke sportkampen voor kinderen tot en met 12 jaar oud.

## Bekende Spiere-Helkijnenaren
- Pierre Van Meenen (1772)
- Emile Robecyn (1886)

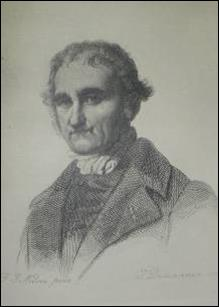
Pierre Van Meenen was een Belgisch liberaal politicus, advocaat en filosoof geboren te Spiere

- Jean Lefebvre (Verzetstrijder) (1918)
- Dirk Walraet (1944)
- Filip Balcaen (1960)
- Koen Wittevrongel (1964)
- Mathias Goos (1977)
- Fanny Lecluyse (1992)